# Hartmut Rosenberg
Hartmut Rosenberg (geboren 21. Juli 1932 in Königsberg (Deutsches Reich), heute Kaliningrad (Russland); gestorben 21. Februar 2021) war ein deutscher Ingenieur und Hochschullehrer im Bereich Strömungslehre.

## Leben und Wirken
Nach seinem Studium am Aerodynamischen Institut der RWTH Aachen, das Rosenberg 1963 als Doktoringenieur abschloss, war er zunächst bei der Robert Bosch GmbH in Stuttgart in der Industrie tätig. Über das Frankfurter Battelle-Institut kam er 1966 zu Hoechst. 1968 übernahm er parallel eine Professur an der Johannes Gutenberg-Universität Mainz. 1970 gab er seine Tätigkeit bei Hoechst auf und folgte einem Ruf der Technischen Universität Kaiserslautern auf den neu eingerichteten Lehrstuhl für Strömungslehre, den er bis 1996 innehatte.
Rosenberg arbeitete und forschte zu Aerodynamik, Strömungsakustik und bio-medizinischer Technik. So ermöglichte eine Kooperation der HNO-Klinik des Westpfalz-Klinikums mit Rosenberg und seinem Institut für Strömungslehre von 1974 bis 1982 wichtige Erkenntnisse in Diagnostik und Therapie durch Messungen der Luftströmungen in Kieferhöhlen und supraglottischem Bereich mittels spezieller Sonden.
Im Jahre 2005 wurde Rosenberg von der Universität Moskau mit der Ehrendoktorwürde ausgezeichnet.

## Veröffentlichungen (Auswahl)
- Instationäre Strömungsvorgänge in Leitungssystemen mit flexibel-elastischen Rohrwänden. Diss. v. 9. Dezember 1964 am Fachbereich für Maschinenwesen der TH Aachen; Forschungsberichte d. Landes Nordrhein-Westfalen. Nr. 1450, Westdeutscher Verlag, Köln, Opladen 1964
- Mit Hermann Schollmeyer: Korrektur der Hitzdrahtmessung in hochturbulenten Strömungen. Forschung im Ingenieurwesen A volume 46, 1980, S. 21–26; doi:10.1007/BF02560878
- Akustische und schwingungstechnische Vorgänge bei der Gasentspannung und deren Auswirkungen auf angeschlossene Leitungssysteme und Einbauten. Deutscher Verein des Gas- und Wasserfaches (Hrsg.), ZfGW-Verlag, Frankfurt 1982
- Mit M. Fallen: Berechnung vermaschter Rohrnetze unter besonderer Berücksichtigung der Speicherkapazität des Netzes. In: Christian Gondro u. a.: Das Kunststoffrohr im Trinkwasser- und Kanalsektor sowie in der Gasversorgung: Eigenschaften und Prüfung, Dimensionierung, Verlegung, Einsatzgebiete. 3., völlig überarbeitete Auflage, expert-Verlag, Renningen-Malmsheim 1995, ISBN 978-3-8169-1156-2, S. 240–265 (4. Aufl. 2001).